# Швейц, Харий Арвидович
Харий Арвидович Швейц (латыш. Harijs Šveics; 7 июня 1936, Латвия — 28 мая 2002, Москва, Россия) — советский и российский киноактёр, спортсмен, тренер.

## Биография
Харий Швейц родился 7 июня 1936 года в Латвии на Рижском взморье. После школы приехал в Москву поступать в Институт физкультуры. Благодаря заметной внешности (он был двухметрового роста с открытым лицом) его пригласили на «Мосфильм» на съёмки советского боевика «Один шанс из тысячи». Особенно много снимался в 1970-е годы и в начале 1980-х. 
Харий Швейц был регбистом, играл за московское «Динамо», затем — за «Фили», в составе которого стал чемпионом СССР. После окончания спортивной карьеры до конца жизни оставался тренером. 
Умер 28 мая 2002 года на стадионе «Красный Октябрь», где работал тренером.

## Фильмография
1. 1968 — Один шанс из тысячи — Хари Хацель
2. 1970 — Поезд в завтрашний день
3. 1971 — Возвращение к жизни — эпизод
4. 1971 — Рудобельская республика — эпизод
5. 1972 — Горячий снег — Титков
6. 1972 — Завтра будет поздно… (Zajtra bude neskoro; СССР, Словакия) — Никифор, партизан
7. 1972 — Право на прыжок — Саня, метатель молота (роль озвучивал Юрий Волынцев)
8. 1972 — Свеаборг (Sveaborg; СССР, Финляндия) — эпизод
9. 1974 — Пламя
10. 1974 — Потоп (пол. Potop; СССР, Польша) — эпизод
11. 1975 — Время-не-ждёт — Олоф, золотоискатель на Аляске
12. 1975 — Стрелы Робин Гуда — Маленький Джон
13. 1976 — Солдаты свободы (СССР, Болгария, Польша, Чехословакия, Венгрия, ГДР) — эпизод
14. 1977 — Юлия Вревская (Болгария, СССР) — эпизод
15. 1978 — Я хочу вас видеть (ГДР, СССР) — Бойко
16. 1979 — Антарктическая повесть — повар Горемыкин
17. 1981 — Чёрный треугольник — Ахмед, охранник-татарин
18. 1982 — Баллада о доблестном рыцаре Айвенго — тюремщик Жиль
19. 1984 — Две версии одного столкновения — эпизод
20. 1985 — Чёрная стрела — маленький стрелок
21. 1986 — Кин-дза-дза! — второй охранник ПЖ у бассейна (бородатый толстяк)
22. 1986 — Перехват — смотритель маяка
23. 1991 — Небеса обетованные — эпизод (нет в титрах)
24. 1993 — Аляска Кид (ФРГ, Россия, Польша; 10-я серия) — Аризона Билл (в титрах Harry Shweiz)